# سوخته قلعه قشلاق

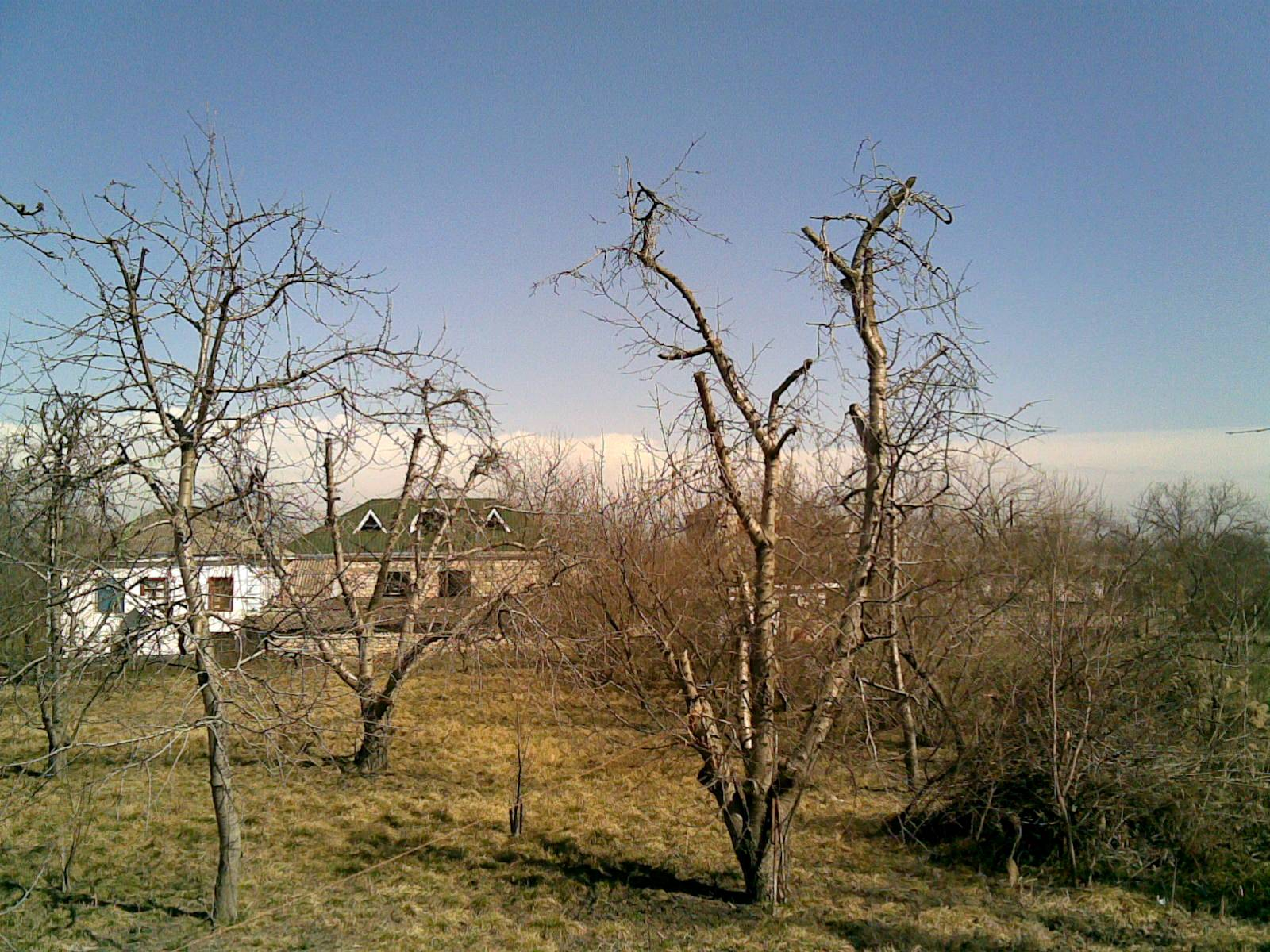
سوخته قلعه قشلاق، ۹ مارس ۲۰۱۳

سوخته قلعه قشلاق (به لاتین: Suxtaqalaqışlaq) یک منطقه مسکونی در جمهوری آذربایجان است که در شهرستان خاچماز واقع شده‌است. سوخته قلعه قشلاق ۲۳۰ نفر جمعیت دارد.